# الفاش (إب)

تعديل مصدري - تعديل

الفاش هي إحدى قرى عزلة شعب يافع بمديرية إب التابعة لمحافظة إب، بلغ تعداد سكانها 268 نسمة حسب تعداد اليمن لعام 2004.